# Пилон
Пилон у архитектури има два значења:
- пилон (грч.  []) је монумантална кула пред улазом у египатски храм. То је монументална кула у облику високе зарубљене пирамиде и оваква два пилона по боковима капије стварају главно прочеље зграде.
- пилон (лат. pila — „стуб”) је снажан четвороугласти подупирач на којем почива конструкција куполе, моста, свода или сл.